# Sociedad industrial

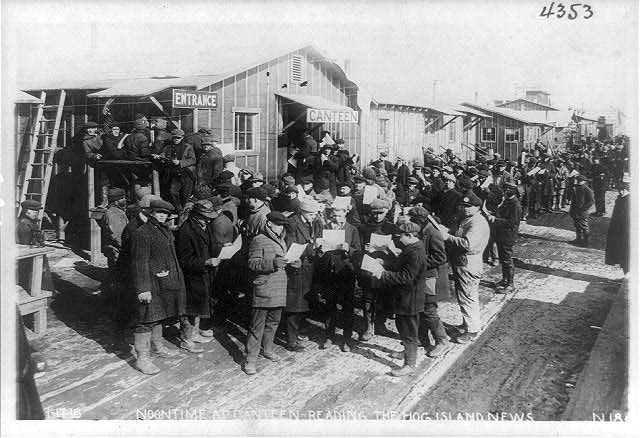
Un grupo de trabajadores en una fotografía rotulada: Mediodía ante la cantina, leyendo The Hog Island News (Filadelfia, EE. UU., 1918).

Sociedad industrial es el término sociológico e historiográfico con el que se refiere a las sociedades con estructura social moderna. Esa denominación que favoreció en los países occidentales en los que se llevó a cabo la Revolución Industrial, a partir de la transformación de la previa sociedad preindustrial o premoderna o agraria, también puede definirse como una sociedad de masas. La evolución posterior permite a algunos autores hablar de sociedad postindustrial.

## Principales características de La Revolución Industrial
- 1) Pretende la máxima producción con una organización del trabajo.
- 2) Aparición de la fábrica y la máquina que reemplaza la mano de obra humana.
- 3) Innovaciones tecnológicas que dan lugar a una producción en masa con abaratamiento de costes y aumento de beneficios –mayor productividad–.
- 4) Crece la división del trabajo y los trabajadores tienen una visión más especializada (hasta el taylorismo y fordismo).
- 5) Las relaciones laborales quedan vinculadas a las leyes del mercado y al salario

### Los orígenes: la Revolución Industrial
La revolución Industrial comprende el periodo histórico entre la segunda mitad del siglo XVIII y principios del siglo XX, en el que primero Gran Bretaña y más tarde Europa y Estados Unidos, sufrieron el mayor conjunto de transformaciones socioeconómicas, tecnológicas y culturales de la historia de la humanidad desde el neolítico. 
La Revolución Industrial marcará un punto de inflexión en la historia, modificando e influenciando todos los aspectos de la vida cotidiana de alguna u otra manera.

### El aumento en el consumo de energía
La sociedad industrial se caracteriza por el uso de fuentes de energía externas, como los combustibles fósiles (carbón y petróleo), para incrementar la escala de la producción. La producción de alimentos proviene de una agricultura de mercado, donde los procesos se han industrializado, sustituyendo cultivos, mejorando semillas, incorporando fertilizantes industriales y todo tipo de maquinaria agrícola y mejoras tecnológicas que disminuyen la necesidad de trabajo humano al tiempo que incrementan la producción. El trabajo excedente se traslada a las fábricas industriales, donde la mecanización se utiliza para aumentar aún más la eficiencia. A medida que crece la población, lo hace la mecanización, hasta el nivel de la automatización, que suprime puestos de trabajo en las industrias, que pasan a ser demandados en un sector servicios en expansión (terciarización).

### El desarrollo urbano y fabril
La sociedad industrial es indígena y exige la urbanización, tanto para que los trabajadores estén cercanos a los centros de producción como para que los servicios puedan beneficiarse de esos núcleos de creciente actividad económica. Esos centros urbanos requieren como input fuentes externas de energía que supere los rendimientos decrecientes de la consolidación agrícola, debido parcialmente a la carencia de tierra arable, transporte asociado y costes de almacenamiento, lo que lo haría insostenible. Esto produce la necesidad de priorizar el acceso a la energía en las políticas económicas.

### Los cambios demográficos
La sociedad industrial modifica de forma muy importante en comportamiento demográfico frente al denominado Antiguo Régimen demográfico propio de la sociedad no industrial. La tasa de mortalidad desciende de forma considerable al mejorar las condiciones de alimentación y salud (aumento de la esperanza media de vida), seguida más tarde en su descenso por la tasa de natalidad y fecundidad, como consecuencia de la pérdida de la importancia de mantener familias numerosas (de hecho aumentan los costes debidos a los hijos, cuya mano de obra ya no se incorpora automáticamente a las explotaciones familiares como en la sociedad tradicional), y más tarde por la incorporación de la mujer al trabajo. Esos cambios fueron descritos por primera vez por la teoría de la transición demográfica aunque vuelven a ser revisados en la teoría de la revolución reproductiva.

## Crisis de la sociedad industrial - Sociedad posindustrial

### Nuevas tecnologías - Tercera revolución industrial
Algunos teóricos, como Ulrich Beck, Anthony Giddens y Manuel Castells, argumentan que estamos en medio de una transformación o transición entre la sociedad industrial y la sociedad postindustrial. Las tecnologías del cambio de la preindustrial a la industrial fueron la máquina de vapor y la producción en masa, y la reducción de la cantidad necesaria de trabajadores agrícolas. El catalizador de la transición a la sociedad posmoderna o sociedad de la información son las tecnologías de la información aplicadas en el contexto de la globalización –Revolución informática–.

### Nuevos cambios demográficos - La revolución reproductiva
Integrando algunas de las ideas de Beck y Giddens, desde la demografía y la sociología John MacInnes y Julio Pérez Díaz, en los artículos «The reproductive revolution» de 2005 y de 2009 «La tercera revolución de la modernidad. La revolución reproductiva.» y «The reproductive revolution», exponen la teoría de la revolución reproductiva donde señalan la radical relevancia de la eficiencia reproductiva, la longevidad y el reemplazo generacional en las sociedades demográficamente modernas. Siguiendo el hilo conductor de las ideas de Kingsley Davis (1908-1997) expuestas en 1937 sobre el futuro de la familia y de la fecundidad, establecen consecuencias muy distintas sobre las implicaciones y consecuencias que la revolución reproductiva tiene en el descenso del trabajo reproductivo, el declive del patriarcado, la desregulación social de la sexualidad, el paso del género a la generación como eje de distribución de roles productivos-reproductivos, el reforzamiento de lazos familiares y otras consecuencias positivas de la madurez de masas –el mal llamado envejecimiento de la población–.

### Globalización y taylorismo digital
El taylorismo digital es una denominación para referirse a una nueva organización global del trabajo profesional y técnico del conocimiento –tradicionalmente desempeñado por las clases medias profesionales– bajo las condiciones de automatización mediante la digitalización e informatización, reducción de salarios, deslocalización y competencia en los mismos términos a los que en su día fueron sometidos los trabajos artesanales o manuales por el taylorismo. El término remite al taylorismo, como forma de organización del trabajo tradicional en las fábricas que pretendía aumentar al máximo la productividad.